# عتاد حاسوب

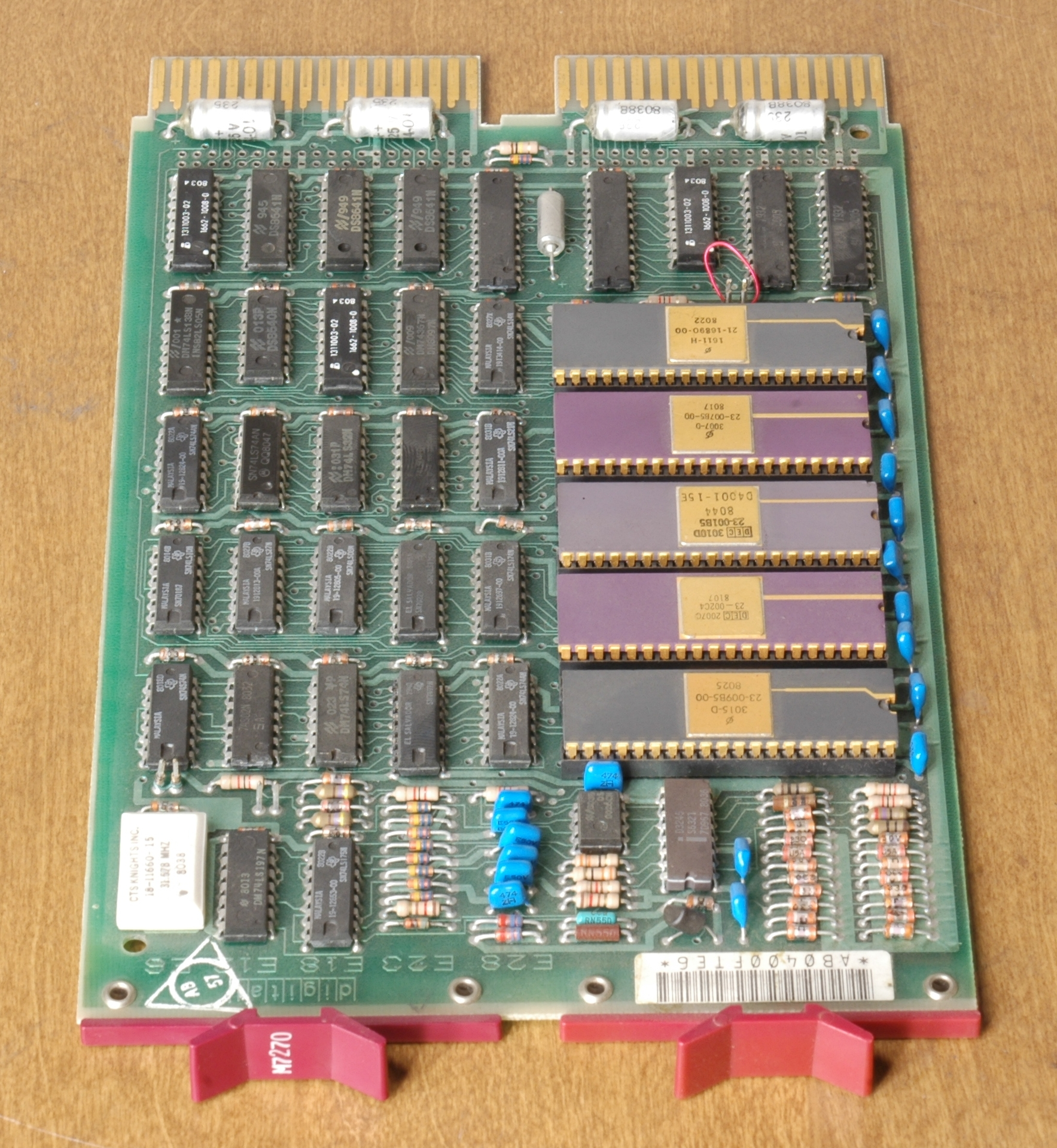
لوحة وحدة المعالجة المركزية PDP-11، وهي من عتاد الحاسوب.

عَتَاد الحاسوب أو عَتَادِيَّات الحاسوب أو المكونات المادية للحاسوب (بالإنجليزية: Computer hardware) مكوناتُه المادية، من قطعٍ، وأجهزةٍ، مثل: الشاشة، والمَزَرَّة (لوحة المفاتيح)، ووسائط تخزين البيانات (كالقُرص الصُّلْب)، ووَحدة النظام (بطاقات الرسوم البيانية، وبطاقات الصوت، والذاكرة، واللوحة الأم، والرقائق الأخرىٰ)، وكذلك المُعَدَّات الطرفية (المُلحَقات): كالطابعة، والفأرة، والمُودِم. أي: كل الأشياء المادية الملموسة (التي يُمكن لمسُها). وأما البرمجيات والبيانات فغير مشمولة في وصف عتاد الحاسوب. فالبرمجيات في الحاسوب أفكارٌ وتطبيقات ومفاهيمُ ورموز، ولكنها ليست مادية، فالبرمجيات: مجموعة من تعليماتٍ يُخزِّنها العَتاد وينفذها.
والبرمجيات متتاليةٌ من التعليمات يفهمها الحاسوب، يقرؤها ثم ينفذها، فهي تعليماتٌ توجّهُ  العَتاد كيف يَعمل. وتؤلف مجموعة البرمجيات، وعَتاد (قِطَع) الحاسوب: نظامًا حاسوبيًا للاستعمال.

## هيكلة فون نيومان

مخطط هيكلية فون نيومان

إن القالب الأساسي لجميع الحواسيب الحديثة هو هيكلة فون نيومان، والمفصلة ببحث عام 1945 من قبل الرياضي المجري جون فون نيومان. تصف الهيكلية تصميم معمارية الحواسيب الإلكترونية الرقمية وذلك بوضع تقسيمات فرعية لوحدة المعالجة تتألف من وحدة المنطق الحسابي وسجلات المعالج، ووحدة التحكم المؤلفة من مسجل التعليمات ومُحصي البرامج، والذاكرة لتخزين البيانات والتعليمات، ذاكرة خارجية شاملة، وأساليب الدخل والخرج. لقد توسع معنى المصطلح ليشمل معنى «حاسوب مُخزّن للبرامج» حيث لا يمكن لمهمتي الحصول على التعليمات ومهام البيانات أن يحصلوا في نفس الوقت، وذلك لأنهم يتشاركوا في قافلة واحدة، ويشار إلى هذا بعنق زجاجة فون نيومان وغالباً ما يحد من أداء النظام.

## أنظمة مختلفة
هناك أنواع مختلفة من أنظمة عتاد الحاسوب المستخدمة اليوم:

### الحاسوب الشخصي

مكونات عتادية أساسية لحاسوب شخصي حديث، مُتضمِّناً الشاشة واللوحة الأم والمعالج والرام وكرتين توسيعيين ومغذي الطاقة الكهربائية وسواقة أقراص بصرية وقرص صلب ولوحة مفاتيح وفأرة.

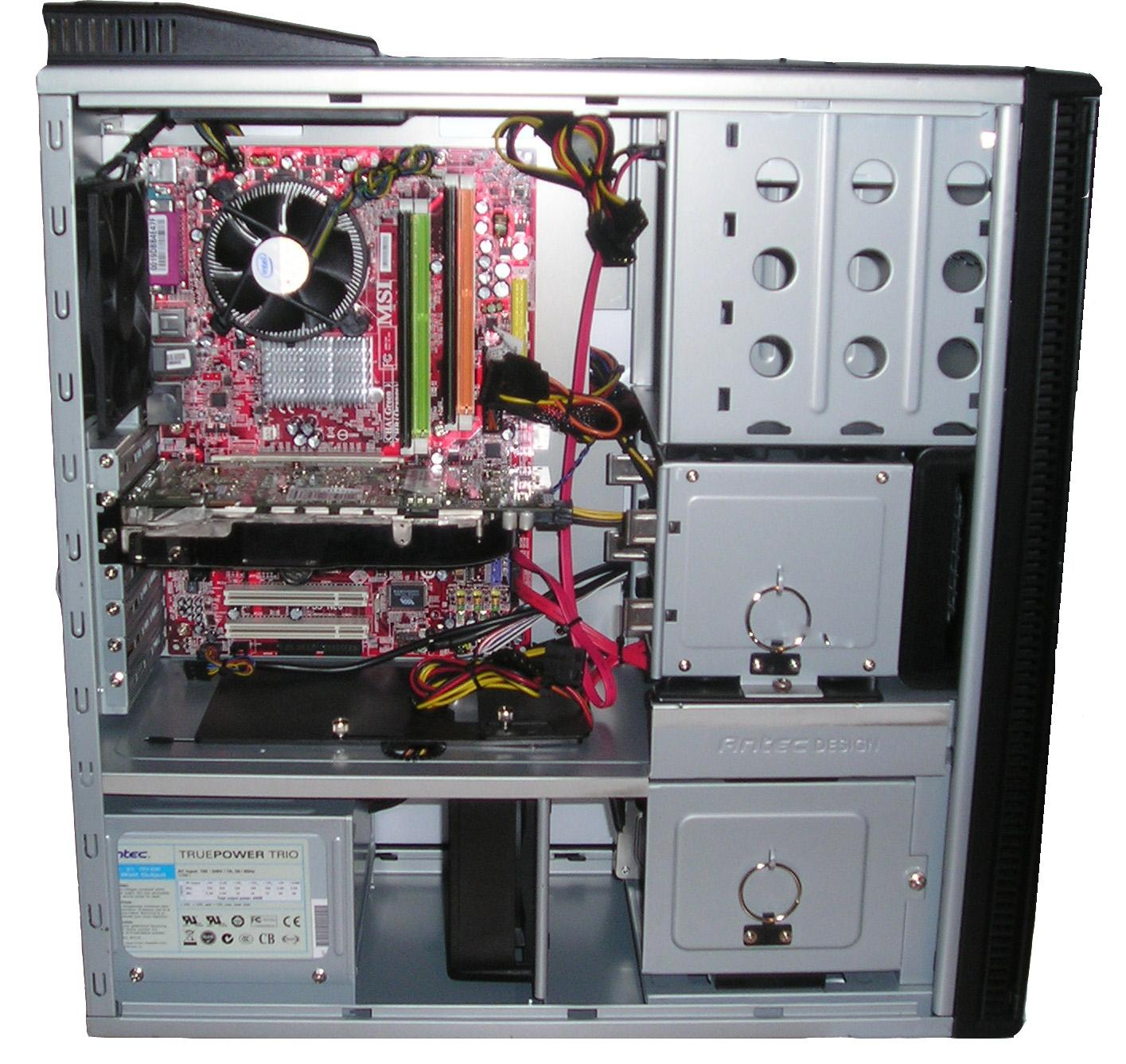
بداخل حاسوب ذو تصميم خاص: مغذي الطاقة في الأسفل والذي يحوي على مروحة تبريد خاصة به.

الحاسوب الشخصي أو المكتبي أو الثابت والمعروف أيضاً بالإنجليزية بـ PC هو أحد أنواع الحواسيب الأكثر شيوعاً وذلك لإستخداماته المتعددة ولرخص ثمنه نوعاً ما. تكون الحواسيب المحمولة (لابتوب) بشكل عام مشابهة جداً للحواسيب الشخصية على الرغم من أنها قد تستهلك طاقة أقل أو تحوي على مكونات أصغر حجماً.

#### الصندوق
صندوق الحاسوب هو صندوق بلاستيكي أو معدني والذي يحوي معظم أجزاء وقِطَع الحاسوب. تكون عادةً الأجزاء الموجودة في صناديق الحواسيب المكتبية صغيرة بما يكفي لوضعها تحت الطاولة. على أية حال، فقد وُجدت تصاميم مُدمجة في السنوات الأخيرة وأصبحت أكثر اعتيادية، كتصاميم All-in-one (الكل في واحد) من شركة أبِّل، والمُسمَّى آي ماك (iMac). يمكن لصندوق الحاسوب أن يكون كبيراً أو صغيراً، ولكن مايهم هو عامل شكل اللوحة الأم والمصممة لأجله. الحواسيب المحمولة (لابتوب) هي حواسيب تأتي عادة بعامل شكل clamshell أي قابل للطي. على أية حال، فقد نشأت في السنوات الأخيرة تغيرات على عامل الشكل هذا، مثل الحواسيب المحمولة التي تحوي على شاشة لمسية قابلة للفصل والتي تصبح كحواسيب لوحية مستقلة.

#### مزود الطاقة
تُحوِّل وحدة تغذية الطاقة التيار الكهربائي المتناوب (AC) إلى مستمر (DC) بكمون منخفض، لتغذية الأجزاء الداخلية للحاسوب. تكون الحواسيب المحمولة قادرة على العمل بتيار بطارية وذلك لعدة ساعات عادةً.

#### اللوحة الأم
اللوحة الأم هي الجزء الرئيسي للحاسوب. وهي عبارة عن لوحة كبيرة مستطيلة الشكل تحوي على دارات مُدمجة تتصل بالأجزاء الأخرى من الحاسوب والتي تتضمن وحدة المعالجة المركزية وذاكرة الوصول العشوائي (رام) وسواقات الأقراص (CD، DVD، القرص الصلب وغيرهم) بالإضافة للملحقات المتصلة عبر المنافذ أو الوصلات الخارجية.
تشتمل الأجزاء المتصلة مباشرة باللوحة الأم أو بجزء منها على:
- وحدة المعالجة المركزية أو المعالج اختصاراً (بالإنجليزية Central Processing Unit واختصاراً CPU)، والتي تؤدي معظم الحسابات التي تتيح للحاسوب العمل. ويُشار لها في بعض الأحيان بأنها دماغ الحاسوب. يتم تبريدها عادةً بمروحة أو نظام تبريد مائي. تحوي معظم المعالجات الحديثة على وحدة معالجة الرسوميات (بالإنجليزية Graphics Processing Unit واختصارأ GPU). يتحكم معدل الساعة في المعالجات بسرعة تنفيذ التعليمات، وتكون مقاسة بالجيغاهرتز GHz، وتقع القيم عادةً بين 1 جيغاهرتز إلى 5 جيغاهرتز. تحوي العديد من الحواسيب الحديثة على خيار تسريع معدل الساعة مما يُحسِّن من الأداء ولكن على حساب ازدياد درجة الحرارة وبالتالي يجب تحسين نظام التبريد في هذه الحالة.
- الرقاقات الإلكترونية، والتي تتضمن الجسر المضيف، وهو اتصال وسيط بين المعالج وأجزاء أخرى من النظام، والذي يحوي الذاكرة الرئيسية.
- ذاكرة الوصول العشوائي (رام)، (بالإنجليزية Random-Access Memory اختصاراً RAM) والتي تُخزِّن التعليمات والبيانات التي يتم الوصول لها بشكل فعَِال من قبل المعالج. تكون الرام عادةً على وحدة الذاكرة المُضمنة المزدوجة DIMM بأحجام 2 أو 4 أو 8 جيغا وقد تكون أكبر من ذلك.
- ذاكرة القراءة فقط (روم) (بالإنجليزية Read-Only Memory واختصاراً ROM) والتي تُخزِّن البيوس الذي يعمل عند بدء تشغيل الحاسوب أو الذي يبدأ بتنفيذ عملية الإقلاع. البيوس (بالإنجليزية Basic Input Output System واختصاراً BIOS) يتضمن برنامج الإقلاع الثابت وبرنامج إدارة الطاقة الثابت. تستخدم اللوحات الأم الجديدة واجهة البرنامج الثابت الممتد (Unified Extensible Firmware Interface واختصاراً UEFI) بدلاً من البيوس.
- الناقلات Buses والتي تصل المعالج بالعديد من الأجزاء الداخلية ولتوسيع كروت الرسوميات والصوت.
- كرت الشاشة أو الفيديو أو كرت الرسوميات والذي يُعالج رسوميات الحاسوب. كروت الرسوميات القوية ملائمة أكثر للتعامل مع المهام الشاقّة، مثل لعب ألعاب الفيديو القوية.
- بطارية الذاكرة (المعروفة بالإنجليزية بـ CMOS battery) والتي تُزوِّد الذاكرة بالتاريخ والوقت في رقاقة البيوس. تكون هذه البطارية عموماً كبطاريات ساعات اليد.

#### بطاقات التوسعة
بطاقة التوسعة في الحوسبة هي لوحة دارة مطبوعة يمكن إدخالها في فتحات التوسع الموجودة في اللوحة الأم أو اللوحة الإلكترونية المعززة لإضافة وظيفة لنظام الحاسوب عبر ناقلة التوسع (expansion bus). يمكن أن تُستخدم بطاقات التوسعة لتوسيع المزايا الغير مُقدمة من اللوحة الأم.

#### أدوات التخزين
يشير تخزين بيانات الحاسوب، والذي يُدعى عادةً التخزين أو الذاكرة، إلى أجزاء الحاسوب وتسجيل الوسائط التي تحتفظ ببيانات رقمية. تخزين البيانات هو وظيفة وجزء أساسي للحواسيب

##### الوسائط الثابتة
يتم تخزين البيانات في الحاسوب باستخدام وسائط عديدة. توجد الأقراص الصلبة افتراضياً في جميع الحواسيب القديمة، نظراً لسعتها الكبيرة وثمنها المنخفض، لكن وسائط التخزين ذات الحالة الثابتة أسرع وأكثر فعالية ولكنها أغلى ثمناً من الأقراص الصلبة، ولذا توجد في الحواسيب الأكثر غلاءً. قد تستخدم بعض الأنظمة Disk array controller (المتحكم بمجموعة الأقراص) لأداء أفضل وأكثر وموثوقية أعلى.

##### الوسائط القابلة للإزالة
لنقل البيانات بين الحواسيب، يتم استخدام وحدة تخزين متنقلة USB (فلاشة) أو قرص مرئي. تعتمد فائدتهم على كونهم قابلين للقراءة من قبل الأنظمة الأخرى. غالبية الأجهزة تحوي سواقة أقراص مرئية، وافتراضياً، يحوي معظمهم منافذ USB. 

#### أدوات الإدخال والإخراج
تكون أدوات الإدخال والإخراج موجودة في هيكل الحاسوب الرئيسي. الأدوات التالية هي إما قياسية أو شائعة جداً للعديد من أنظمة الحاسوب

##### أدوات الإدخال
تسمح أدوات الإدخال للمستخدم بإدخال المعلومات للنظام أو التحكم بعملياته. تحوي معظم الحواسيب الشخصية على فأرة ولوحة مفاتيح، بينما تستخدم أنظمة الحواسيب المحمولة لوحة اللمس (touchpad) بدلاً من الفأرة. تتضمن أدوات الدخل الأخرى كاميرا الويب والمذياع (الميكروفون)، وقبضات اللعب والماسحات الضوئية (سكانر).

##### أدوات الإخراج
تعرض أدوات الإخراج المعلومات بشكل قابل للقراءة. تتضمن مثل هذه الأدوات الطابعات ومٌكبرات الصوت والشاشات.

### الحاسوب المركزي

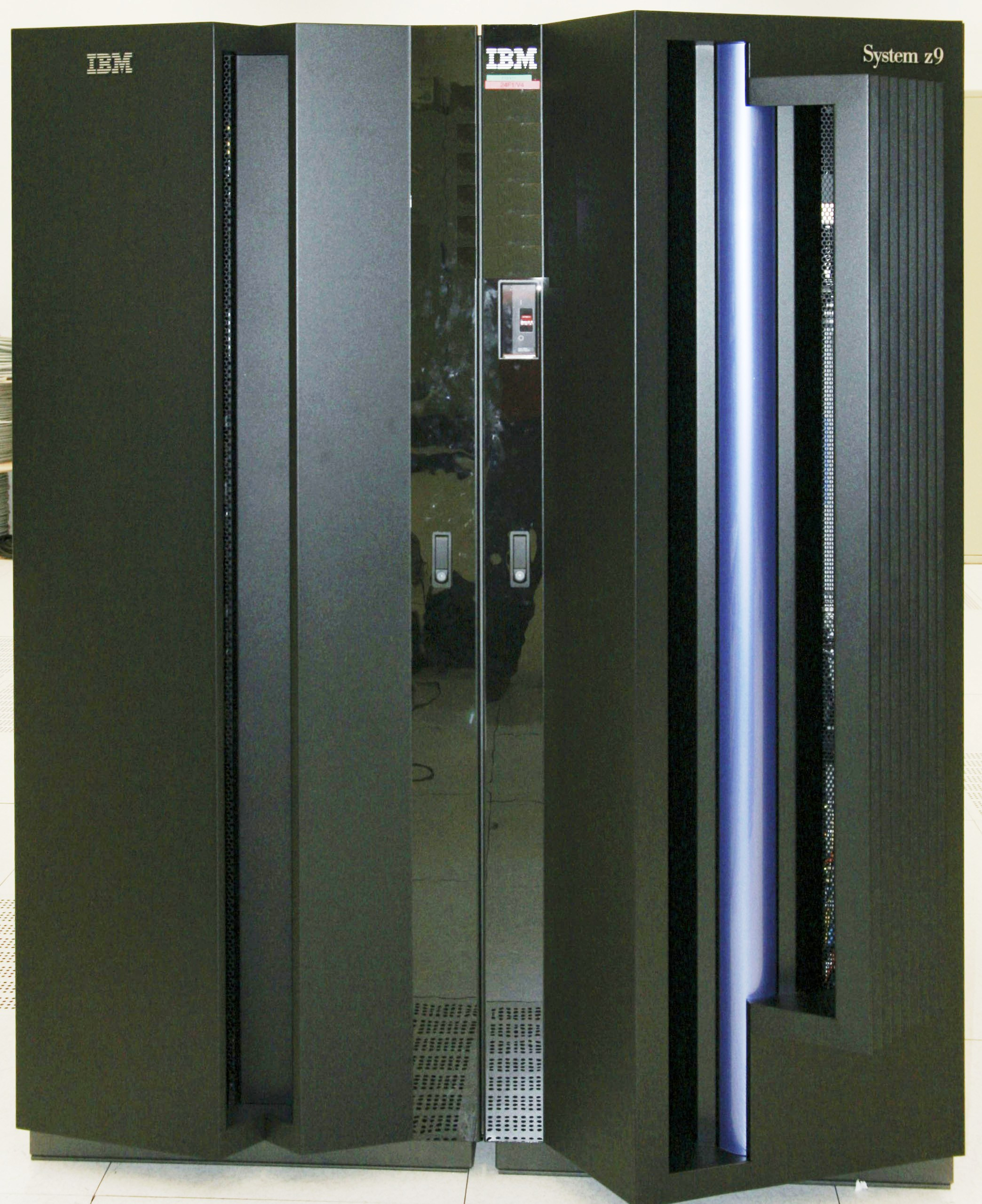
نظام IBM z9 المركزي

الحاسوب المركزي هو حاسوب أكبر والذي يملأ غرفة كاملة وقد يُكلف مئات أو آلاف أضعاف كلفة الحواسيب الشخصية. هذه الحواسيب مصممة لأداء عدد كبير من الحسابات للحكومة أو الشركات الضخمة.

### الحوسبة الفرعية
في ستينات وسبعينات القرن الماضي، نشأت فروع أكثر وأكثر باستخدام أنظمة أرخص وموجهة لأهداف محددة، مثل Process control (مراقبة العملية، والذي يهتم بالأغراض الهندسية) وأتمتة المختبرات.

### الحاسوب الفائق
الحاسوب الفائق مشابه للحاسوب المركزي بالمظهر، ولكنه مصمم للمهام الحسابية الصعبة للغاية. إن أسرع حاسوب فائق في العالم في نوفمبر 2013 هو تيانهي-2 ، في غوانزو، الصين.

## تحديث العتاد
عند استخدام عتاد الحاسوب، فإن التحديث يعني إضافة أداة (قِطعة) جديدة للحاسوب لتحسين الأداء أو زيادة السعة أو إضافة مزايا جديدة. على سبيل المثال يمكن للمستخدم أن يقوم باستبدال القرص الصلب بوسيط تخزين ذو حالة ثابتة SSD ليحصل على أداء أسرع أو زيادة في سعة الملفات القابلة للتخزين. أيضاً قد يزيد المستخدم من سعة ذاكرة الوصول العشوائي (الرام) لكي يعمل الحاسوب بشكل أكثر سلاسة.